# Elroy Pappot
Elroy Pappot (20 aprile 1993) è un ex calciatore olandese, di ruolo centrocampista.

## Carriera
Ha esordito con l'Utrecht in Eredivisie nella stagione 2012-2013.